# Урожайная (Гродненская область)
Урожайная (бел. Ураджа́йная; до 1967 года — Булгацкие Лычицы) — деревня в Новогрудском районе Гродненской области Белоруссии. В составе Щорсовского сельсовета.

## География
Расположена примерно в 5 км на северо-запад от центра сельсовета — агрогородка Щорсы. Ближайшие населённые пункты Авдеевичи, Антоновщина, Казённые Лычицы, Роскошь и др.

### Гидрография
В нескольких километрах от деревни протекает река Неман.

## История
Впервые упоминается в XVI веке.

## Население

### Численность
- 2019 год — 52 человека (перепись населения)

### Динамика
- 1999 год — 170 человек (перепись населения)
- 2008 год — 140 человек, 86 дворов
- 2009 год — 92 человека (перепись населения)[2]
- 2019 год — 52 человека (перепись населения)

## Достопримечательность
Недалеко, на правом берегу реки Неман, расположен Свято-Елисеевский Лавришевский монастырь.